# Traitraico
Traitaico es una comunidad rural de origen mapuche de la comuna de Panguipulli ubicado en la ribera norte del lago Calafquén. Traitraico se encuentra próximo a la localidad de Coñaripe de la misma comuna de Panguipulli y a la localidad de Lican Ray perteneciente a la comuna de Villarrica, ubicada más al norte. Esta comunidad de subdivide en Traitraico Bajo y Traitraico Alto.
En Traitraico Bajo se encuentra la Escuela Particular Traitraico. y el Consultorio Rural Coñaripe.

## Historia
Traitraico aparece en el Atlas del Centenario, de Ricardo Boloña, Luis Ossandón y Luis Risopatrón

## Hidrología
Traitraico se encuentra junto un curso de agua del estero Comonahue, que tiene sus nacientes en la ladera sur del Volcán Villarrica y sus aguas llegan hasta el Lago Calafquén.

## Riesgos volcánicos
El área que cubre desde el Estero Comonahue hacia el oriente está considerada como una zona con 'Peligro Muy Alto' de verse afectada por lavas y por lahares durante las erupciones del volcán Villarrica cuando estas se originen en el cono y/o en el cráter principal del volcán. Esto incluye el caserío de Traitraico, los esteros Diuco y Tralco hasta el poblado de Coñaripe y sus alrededores, incluyendo un tramo importante de la ruta T-243-S. Lo anterior se basa en los antecedentes existentes de erupciones ocurridas durante los siglos XIX y XX. En el Mapa de Peligros del Volcán Villarrica los bordes del río Llancahue se encuentran bajo clasificación (ALI1).
Igualmente, en la parte superior de esta zona puede verse afectada seriamente por caída de piroclastos de 3,2 hasta 1,6 cm de diámetro, con un máximo de entre 10 a 30 cm de espesor de los depósitos.

## Accesibilidad y transporte
Traitraico Bajo se encuentra a 40,3 km de la ciudad de Panguipulli a través de la Ruta 203.